# 菅沢英夫
菅沢 英夫（すがさわ ひでお、1910年3月29日- 1999年4月28日 ）は、日本の経営者。大成建設社長、会長を務めた。

## 来歴・人物
茨城県出身。1935年に東京帝国大学工学部建築学科を卒業し、同年に大倉土木(のちの大成建設)に入社した。1961年5月に取締役に就任し、1969年5月に常務、1971年5月に専務を経て、1974年5月に副社長に就任し、1975年5月には社長に昇格。1979年6月に会長に就任し、1981年6月には相談役に就任。
1999年4月28日、気管支喘息のために横浜市の病院で死去。89歳没。